# Aryan Freedom Network
A Aryan Freedom Network (em português: "Rede de Liberdade Ariana") é um grupo neonazista norte-americano sediado no estado do Texas, tendo afiliais em mais outros 25 estados dos Estados Unidos.
A AFN manteve-se ativa realizando eventos privados, participando em manifestações públicas e distribuindo panfletos. A AFN é liderada por uma mulher chamada "Tonia Sue Berry" (apelidada por Daisy Barr), Dalton Henry Stout (apelidado como Brother Henry) e seu pai, George Bois Stout, um traficante de armas residente de De Kalb. De acordo com o Dallas News, a AFN contribuiu de forma considerável para que o estado do Texas liderasse na distribuição de propaganda supremacista branca.

## Ideologia
De acordo com The Forward, a AFN se descreve como um grupo dedicado e luta em uma "guerra racial santa" (conceito criado pelo supremacista e fundador da "Igreja Movimento Criativo" Ben Klassen) e seguem ideais recorrentes em movimentos radicais de supermacia racial, e na fundação de uma "Pátria Ariana para nosso Povo”. e "à caça" aos comunistas do Texas.
O grupo também compartilha vídeos de dezenas de membros envolvidos em treinamento armado e atirando em manequins com a estrelas de Davi, simbolizando judeus. Os membros do grupo deveriam ser “100% de ascendência branca europeia, incluindo: origem nórdica, eslava, mediterrânea, celta ou germânico ”.
AFN realiza todos os anos uma conferência intitulada "Conferência de Unidade Branca", realizando várias manifestações anti-LGBT sobre o contexto de molestagem infantil supostamente causados pelos gays. Em 2022, a AFN organizou pelo menos, 12 reuniões privadas em vários estados, incluindo Texas (sede), Carolina do Sul, Arkansas, Geórgia, Mississippi, Idaho e Nebraska . Em janeiro de 2023, a AFN anunciou o "Aryan Fest" (em português: Festival Ariano), um festival de música com temática e ideais da supremacia branca.
Em um evento anti-LGBT, membros da AFN ameaçaram com armas de fogo os participantes de shows de drag em Grand Prairie.
Em 2022, a AFN também organizou um evento em Hayden, Idaho, na antiga sede das Nações Arianas. Tanto a AFN como as Nações Arianas também partilham pensamentos ideológicos com a Identidade Cristã e o antissemitismo cristão.
Em 2023, a AFN realizou um evento em Lexington, Kentucky, onde foram distribuídos com os dizeres: “Você sabe quem mais foi condenado por "discurso de ódio?" Jesus Cristo".
De acordo com o Southern Poverty Law Center, a família de Stout lidera o capítulo de De Kalb na Ku Klux Klan.